# 马默 (卢森堡)
马默（德语、法语、卢森堡语：Mamer）是卢森堡西南部卡佩伦县下的一个市镇，在卢森堡市以西7公里，欧洲E25公路贯穿市镇。全市人口5047，为卢森堡第十三大城市。远古时期曾为高卢的特雷維里部落，后在公元前54年被凯撒征服。

## 名人
- Nicolas Frantz，1927年、1928年环法自行车赛冠军。